# شریفا لوید
شریفا لوید (انگلیسی: Shereefa Lloyd؛ زادهٔ ۲ سپتامبر ۱۹۸۲) ورزشکار دو و میدانی اهل جامائیکا است.
وی در مسابقات کشوری و بین‌المللی در مجموع برندهٔ ۱ مدال طلا، ۴ مدال نقره شده‌است.